# Associació Americana d'Observadors d'Estrelles Variables
Des de la seva fundació el 1911, l'Associació Americana d'Observadors d'Estrelles Variables (de l'anglès American Association of Variable Star Observers, AAVSO) ha coordinat, recollit, valorat, analitzat, publicat i arxivat observacions d'estrelles variables en gran manera les observacions formulades pels astrònoms aficionats i fa que els registres a disposició dels astrònoms professionals, investigadors i educadors. Aquests registres estableixen corbes de llum que representen la variació de brillantor d'una estrella en el temps.
Donat que els astrònoms professionals no tenen el temps o els recursos per controlar totes les estrelles variables, l'astronomia és una de les poques ciències on els aficionats poden fer una veritable contribució a la investigació científica. La base de dades internacional de l'AAVSO compta actualment amb més de 12 milions d'estrelles variables amb estimacions que es remunten a més de 100 anys. Rep anualment més de 500.000 observacions d'uns 2.000 observadors professionals i aficionats.
L'AAVSO també és molt activa en l'educació i la difusió al públic. Se celebren periòdicament tallers de formació ciutadana per a la ciència i la publicació de documents amb els aficionats com coautors. Va ser pionera en el modern model de professionals i aficionats que treballen al costat un de l'altre com a membres de l'equip que fa l'anàlisi de les dades, en contraposició amb el vell model dels professionals com a mentors dels aficionats que simplement proporcionen assistència d'observació. Així mateix, l'AAVSO ha desenvolupat la pràctica del currículum en Astrofísica (amb el suport de la National Science Foundation).
La directora de l'AAVSO durant moltes dècades va ser Janet Mattei, qui va morir el març de 2004 de leucèmia.
L'AAVSO va estar ubicada al Harvard College Observatory de 1911 a 1956, llavors va passar al voltant de Cambridge, abans de comprar el seu primer edifici el 1985 – El Centre de Dades i Recerca Astronòmic Clinton B. Ford. El 2007, l'AAVSO comprà i es traslladà als recentment desocupats locals de la revista Cel i Telescopi.

## Membres actuals i ex membres
La AAVSO compta actualment amb més de 2.000 membres i observadors, aproximadament la meitat d'ells de fora dels Estats Units. Aquesta llista es compon només de les persones amb pàgina a Viquipèdia.
- Leah B. Allen Charter Member[2]
- Joseph Ashbrook
- Leon Campbell (Director de l'AAVSO 1915-1949)
- Robert Evans (AAVSO Supernova Search Committee Chairperson)
- Clinton B. Ford
- Russell Merle Genet
- Pamela L. Gay
- Edward A. Halbach
- Arne Henden (Director de l'AAVSO 2004-)
- Richard Huziak
- Albert F. A. L. Jones
- Michael Koppelman
- Giovanni B. Lacchini
- Helen Lines
- Richard D. Lines
- Janet A. Mattei (Directora de l'AAVSO 1973-2004)
- Margaret Mayall (Directora de l'AAVSO 1949-1973)
- Ben Mayer
- William T. Olcott
- M. Daniel Overbeek
- Leslie Peltier
- Edward C. Pickering
- Peter Francis Williams